# يان ماسلو
يان ماسلو (بالسلوفاكية: Ján Maslo)‏ هو لاعب كرة قدم سلوفاكي، ولد في 5 فبراير 1986 في دولني كوبين في سلوفاكيا. شارك مع منتخب سلوفاكيا تحت 21 سنة لكرة القدم. أما مع النوادي، فقد لعب مع نادي روجومبيروك ونادي شاختار قراغندي ونادي فولين لوتسك.

## وصلات خارجية
- يان ماسلو على موقع اتحاد أوكرانيا (الإنجليزية)
- يان ماسلو على موقع قاعدة بيانات كرة القدم.إي يو (الإنجليزية)
- يان ماسلو على موقع Soccerway.com (الإنجليزية)
- يان ماسلو على موقع عالم كرة القدم.نت (الإنجليزية)